# Alberto Vigevani
Alberto Vigevani est un écrivain et éditeur italien né à Milan le 1er août 1918 et mort à Milan le 23 février 1999.

## Biographie
Il nait à Milan dans une famille juive originaire d'Émilie. Il passe son adolescence dans plusieurs maisons de correction, car il est d'un caractère peu facile et rebelle. Soutenu par une intelligence vive et une prédisposition à la lecture et aux arts du spectacle, il parvient à s'inscrire à l'Université Ca’ Foscari de Venise et y suit les cours de littérature française.
Ces caractéristiques l'amènent très jeune à s'occuper de théâtre à écrire des critiques. Il noue une amitié durable avec Ernesto Treccani, Alberto Lattuada, Alberto Mondadori. Il joue un petit rôle dans le film I ragazzi della Via Paal d'Alberto Mondadori et Mario Monicelli.
En 1937, il participe avec enthousiasme au Littoriali du régime fasciste, mais l'année suivante, lors de la promulgation sur l'ensemble du territoire italien des lois  raciales, il se repent et avec une ardeur renouvelée il devient antifasciste, il renonce à ses études universitaires en Italie et entre à l'Université de Grenoble.
En 1938, il fonde, avec Luciano Anceschi, Raffaele De Grada, Vittorio Sereni, Ernesto Treccani et d'autres le mouvement et la revue Corrente, à laquelle il participe comme critique littéraire et de théâtre sous le pseudonyme de Berto Vani. La même année, avec le philosophe Remo Cantoni, il ouvre la librairie La lampada, qui ne tarde pas à susciter un grand intérêt culturel, mais qui devient aussi un refuge pour les opposants, et un soutien logistique du combat clandestin.
En 1941, après une tentative ratée, en raison de l'éclatement de la guerre, d'émigrer vers les États-Unis, il fonde la librairie ancienne Il Polifilo, à laquelle, après la guerre, avec son frère Enrico, il accolera la maison d'édition homonyme.
Il publie son premier roman Erba d'infanzia (1943) chez l'éditeur Parenti à Florence, où il fréquente écrivains et intellectuels qui se retrouvent autour du cercle Giubbe Rosse, comme Carlo Emilio Gadda et Eugenio Montale. Mais, le 8 septembre 1943, avec la fuite ignominieuse du roi, la résurgence de la persécution raciale et le chaos total, l'amène à fuir vers la Suisse avec sa femme Anna Maria Camerin et son premier fils Paolo âgé d'à peine six mois. Il s'installe à Lugano où il dirige la page littéraire du journal socialiste tessinois Libera stampa, dans lequel écrivent, entre autres, Aldo Borlenghi, Gianfranco Contini, Giansiro Ferrata, Fernando Giolli et Gianni Pavia. Il est aussi un représentant de la troisième génération de la Ligne lombarde.
Il retourne en Italie en avril 1945, écrit un roman, Compagni di settembre (1945), aussitôt renié. Il publie ensuite plusieurs livres au succès modeste, mais l'un de ceux-ci, Un certo Ramondès, recevra en 1966 le Prix Veillon et un autre, L'invenzione se verra décerner le prix Bagutta en 1970.
Il travaille à l'Avanti!, dans les pages duquel il publiera une longue chronique de la libération de Milan, sous le titre Taccuino rosso. À l'activité de libraire ancien, après une expérience d'administrateur délégué de la maison d'édition Ricciardi avec Raffaele Mattioli, il ajoute en 1959 celle d'éditeur dans sa propre maison d'édition "Il Polifilo", avec l'aide de son fils Paolo. Il a travaillé pour La Stampa, Millelibri, le Corriere della Sera, Il Giornale, La Nuova Antologia, La Repubblica et Il Sole 24 Ore.
Il meurt à Naples le 23 février 1999.
Ses archives a été déposées par ses héritiers au Centro Apice, de l'Université de Milan en 2005 et contiennent une correspondance avec quelques-uns des noms les plus célèbres de la culture du XXe siècle : Richard Bacchelli, Luigi Baldacci, Carlo Bo, Gianfranco Contini, Domenico De Robertis, Carlo Dionisotti, Luigi Einaudi, Giansiro Ferrata, Carlo Emilio Gadda, Nicolas Gallo, Eugenio Garin, Alberto Lattuada, Alberto Mondadori, Eugenio Montale, Indro Montanelli, Geno Pampaloni, Vittorio Sereni, Giovanni Spadolini. 
Au-delà à la correspondance, ses archives contiennent également des documents préparatoires, plusieurs brouillons de textes manuscrits ou dactylographiés de toutes ses œuvres, publiées ou non, ébauches d'articles et critiques...

## Œuvres traduites en français
- Un été au bord du lac, [« Estate al lago »], trad. de Claude Bonnafont, Paris, Éditions Liana Levi, 1989, 142 p.  (ISBN 2-86746-050-6)
- Une éducation bourgeoise, [« Un'Educazione borghese »], trad. de Claude Bonnafont, Paris, Éditions Liana Levi, 1990, 266 p.  (ISBN 2-86746-053-0)
- Le Tablier rouge, [« Il grembiule rosso »], trad. de Claude Bonnafont, Paris, Éditions Liana Levi, 1991, 219 p.  (ISBN 2-86746-069-7)
- Une brève promenade, [«  La breve passeggiata »], trad. de Maurice Actis-Grosso, Paris, Éditions Arléa, 2002, 88 p.  (ISBN 2-86959-573-5)